# 사이트가드
사이트가드(SiteGuard)는 안랩에서 개발한 웹 보안 프로그램이다. 개인 및 일반 사용자는 무료로 이용할 수 있다. 기업이나 단체(관공서, 교육기관, PC방 등)는 기업용 사이트가드를 구매하고 사용하여야 한다. V3제품군을 설치하지 않아도 따로 구동이 가능하다.
그러나 2015년 7월부로 서비스가 종료되었다.

## 기본 기능
- 웹 페이지에 접속할 때마다 악성코드 삽입 여부를 검사하고 차단하므로 악성코드가 PC에 저장되기 전에 차단할 수 있는 장점이 있다.
- 서울특별시전자상거래센터에서 제공하는 정보에 따라 사기 피해 쇼핑몰을 사전에 차단하여 피해를 최소화한다.
- 웹 페이지의 주소가 피싱 사이트인지를 미리 확인하여 차단하므로 사기 사이트에 의한 개인 정보 유출을 사전에 막을 수 있다.
- 자체 휴리스틱 진단 기법을 통해 백신 프로그램에서 탐지하지 못하는 신종 또는 변종 악성코드를 유포하는 스크립트를 차단한다.

### 인터넷 변조 알림

#### 악성코드가 포함된 웹페이지 차단
웹페이지에 접속할 때마다 V3 통합 엔진이 빠르게 검사하여 악성코드 포함여부를 확인한다. 악성코드가 있는 웹페이지는 접속을 차단한 후 위험하다고 알려준다.

#### 사기 사이트 차단
서울특별시 전자 상거래 센터에서 사기 사이트로 등록된 웹사이트는 접속 차단 후 위험하다고 알려준다.

#### 피싱 사이트 차단
국제 안티 피싱 단체인 Anti-Phishing Working Group의 정보를 기반으로 피싱 사이트로 알려진 웹사이트를 차단한 후 위험하다고 알려준다.

#### 악성 스크립트 차단
사이트가드의 자체 휴리스틱 진단 기법으로 해킹에 사용하는 주된 기법과 행위를 감지하여 악성 스크립트를 차단한다. 백신 프로그램에 반영되지 않은 새로운 악성코드나 변종 악성코드까지 차단할 수 있다.

#### 웹기반 비정상 프로세스 차단
웹 브라우저의 취약점을 이용하여 비정상 프로세스가 만들어지는 경우, 이를 차단하고 주의가 필요하다고 알려준다. 백신 프로그램에 반영되지 않은 새로운 악성코드나 변종 악성코드까지 차단할 수 있다.

### 인터넷 변조 감시 기능
사용자의 PC 또는 내부 네트워크에(LAN)에 있는 PC가 악성코드에 감염되거나 ARP 스푸핑 공격을 받아 인터넷 통신 프로토콜(HTTP_에 악의적인 스크립트가 삽입되는 경우를 감지한다. Hosts 파일이나 DNS 서버 주소, 프록시 서버 주소 등의 변조를 감시하여 위험하다고 알려준다.

### 기타 기능

#### 안전 검색
주요 검색 사이트(구글, 네이버, 다음)의 검색 결과 나타나는 웹페이지의 안전 여부를 확인한다. 이 기능을 이용하면 검색 후 위험 웹페이지로 접속하는 것을 근본적으로 차단할 수 있다.

#### 다운로더
웹사이트에서 파일을 다운로드할 때 V3통합 엔진에서 악성코드 감염 여부를 먼저 확인한다. 악성코드에 감염된 파일은 PC에 설치되기 전에 삭제할 수 있다. 또한 여러 개의 파일을 동시에 다운로드하거나 이전에 다운로드한 내역을 관리할 수 있는 멀티 다운로드 기능을 제공한다.

## 기업용 제품의 기능

### 사이트 가드 시큐리티 센터
기업 내 설치된 사이트가드를 통해 기업 내부의 위험한 웹 활동에 대해 모니터링, 중앙 정책 관리, 보고서 작성, 긴급 웹 보안 위험 알림 기능 등을 사이트 가드 시큐리티 센터를 통해 제공한다.

### 클라우드 시큐리티
사이트가드 개인사용자로부터 수집된 웹의 위험요소를 바탕으로 분석 및 정형화를 통해 기업 고객의 안전한 웹플랫폼 환경을 제공하는 기능이다. 추가적인 하드웨어 도입 없이, 저비용으로 빠르고 간편하게 사전 방역 체계인 웹플랫폼의 보안을 구축할 수 있다.

### 치료기능
사이트가드 기업용(프로)의 경우 치료기능을 갖추고 있어 웹페이지의 위험한 부분을 제거하고 보여준다.